# 篠原茂
篠原 茂（しのはら しげる、1937年（昭和12年） -　）は、日本の映画プロデューサー、脚本家。脚本家名は「しのだとみお」。

## 来歴
1937年（昭和12年）生まれ。青山学院大学卒業後、映画会社東映を経て松竹に入社。「松竹テレビ部」の方で、テレビドラマの製作に就く。
1970年（昭和45年）、年末に梅津製作本部長から頼まれ、ピー・プロダクションへ出向。製作主任として、フジテレビの特撮番組『宇宙猿人ゴリ』の第4話「ラー 地球人をさぐる」から制作スタッフとして参加する。
1971年（昭和46年）、3月から松竹テレビ部に戻りピー・プロダクションから離れるが、今度はフジテレビプロデューサーの別所孝治と鷺巣富雄（うしおそうじ）両者から頼まれ、7月から再び『宇宙猿人ゴリ』の現場に復帰した。番組名は『宇宙猿人ゴリ対スペクトルマン』・『スペクトルマン』と2回変更されたが、以降も全編の製作を担当。
1972年（昭和47年）、正式にピー・プロダクションのプロデューサーとなり『快傑ライオン丸』を担当。それ以降は『風雲ライオン丸』・『鉄人タイガーセブン』・『電人ザボーガー』・『冒険ロックバット』といったフジテレビ・ピープロの作品群をプロデュースする他、ペンネームでうしおそうじと共同で脚本の執筆を担当したり、またアトラクションなどの企画全般を担当し、幅広く活躍する。
1980年（昭和55年）、ピープロの日仏合作特撮企画『シルバージャガー』に参加。徳間大映で『宇宙怪獣ガメラ』（湯浅憲明監督）を製作担当。以後も映像作品に関わった。

## 人物・エピソード
ピープロ作品でのスタッフ記名「しのだとみお」は、社長の鷺巣富雄（うしおそうじ）と篠原の名前を合わせたペンネームであり、脚本家としての「しのだとみお」は篠原のことである。
篠原は元々、松竹で芦田伸介主演のテレビドラマの制作を担当していたが、ピープロ社長の鷺巣と製作本部長の梅津が懇意であった関係もあり、1970年（昭和45年）暮れから『宇宙猿人ゴリ』の制作を担当する事になった。この番組は翌1971年（昭和46年）1月2日に放映開始を予定していた。しかし制作期間は1ヶ月弱しかなく、困り果てた鷺巣社長が梅津に「誰か制作進行を任せられる人はいないか?」と頼み込み、急遽梅津から鷺巣を紹介された篠原は『宇宙猿人ゴリ』の内容に興味を惹かれたため引き受けた。篠原はこの時、翌年3月から松竹テレビ部での仕事を控えていたこともあり「2か月間なら、この依頼を受けます」と条件提示したが、鷺巣に「それでも来て欲しい」と頼まれた。番組の制作状況はそれほど逼迫しており、篠原は「おかげ様で、暮れも正月も無くなりましたね」と当時を振り返っている。
早速『宇宙猿人ゴリ』の制作進行を引き受けたが、当時のピープロは急遽寄せ集めのスタッフであり、プロダクション体制が整っていなかった。最初に特撮班が夜中でないと集まらず、仕事を始めないことに困惑した。特撮班と昼間に撮影するドラマ班の統率を取るのに苦労し、集合時間に1人しか来ないこともあった。篠原は「どのスタッフも仕事にのめり込む分、他は大雑把でいいんだという古い映画屋気質を感じました」と語る。局から支給される制作予算も鷺巣社長が把握しておらず、この見直しから始めた。
7月から再び鷺巣に請われ、ピープロに戻りプロデューサーとして制作進行を担当する。『宇宙猿人ゴリ』は当初「公害」がテーマで、大昭和製紙のヘドロ垂れ流し現場をそのまま撮影してクレームが付いたが、映像の自粛程度で済んだという。「交通公害」テーマの怪獣『クルマニクラス』は公募デザインによる怪獣だが、愛知県警の「交通安全キャンペーン」に採用され、垂れ幕などにこの怪獣の絵が使われた。篠原はこれを『スペクトルマン』で最も印象に残った出来事に挙げている。第52話に登場する怪獣「マウントドラゴン」は、実物大となる怪獣の模型を実際に大型トレーラーに載せて公道ロケを行ったものの、撮影許可が下りずに交渉が難航した。そこで芦田を通じ、政治家に頼んだ上で撮影が実現したという。
『スペクトルマン』放映時、七五三で当時3歳だった長男に「ゴリ博士」の衣装を誂えて着せ、主人公の「スペクトルマン」や猿人「ラー」と一緒に明治神宮にお参りをして話題をさらった。これは鷺巣の提案である。
『スペクトルマン』の第47話である「ガマ星人攻撃開始!!」では、カエル博士という異名を持つ藤山教授役でカメオ出演している 。
1972年（昭和47年）の『快傑ライオン丸』は、当初『ライオンマン』という現代物の企画だった。これがフジテレビの武田信敬局長の意見で急遽、時代劇に変更されたが、ドラマは現代劇風で制作する方針とした。「第1話だけは時代劇の雰囲気を出そう」となり鷺巣社長、篠原の2人で東映に掛け合い、東映京都撮影所の時代劇映画『徳川家康』（伊藤大輔監督）の合戦シーンを抜き出したデュープ・フィルムを買って冒頭部分に挿入した。結果は内外でも評判となりドラマに見事な厚みを持たせたが、東映の担当者は後で上司の渡邊亮徳から苦言を称されたという。この第1話では、当時のロケ地である東京都町田市内にあった実際の廃屋を持ち主の許可を得た上で火を放ち、迫力ある場面を撮影出来た。篠原は元々『東映育ち』ということで「東映には昔からジンクスがあって、第1話で「海」の話は駄目。とにかく「水」の話は当たらない。それで「火」は当たる」という意味合いがあった。
主役ヒーロー「ライオン丸」のマスク制作は高山良策に依頼したが、たてがみの処理に困り歌舞伎など舞台専門の「細野かつら店」で一本一本、丁寧に植え付けてもらった。「あの出来の良いかつらで番組が成功したと思います」と語っている。こうして製作開始した『快傑ライオン丸』だったが、4月放映に合わせ毎日放送と東映が同種の時代劇変身ヒーロー番組『変身忍者 嵐』をぶつけてきた。この『嵐』は、元々東映が時代劇専門だったこともあり、監督の内田一作と脚本の伊上勝が用意した本格的な絵巻物形式の企画書を見て、スタッフは「こりゃ東映さんは凄い物を制作するんだろうなぁ…」と一同焦らされたというが、結果的に視聴率は『ライオン丸』に軍配が上がった。篠原は『変身忍者 嵐』が視聴率的に伸び悩んだことについて「嵐は本格的になり過ぎたんでしょう」とし「子供達には、ちょっとぐらいお粗末な方がピンと来るんです」と語っている。主演の「獅子丸」役の潮哲也は、篠原と鷺巣、監督の石黒光一によるオーディションで全員一致で選ばれた。またライバル剣士の「虎錠之介」役の戸野広浩司の起用は篠原によるものである。
『快傑ライオン丸』では、敵役の「ゴースン魔人」のネーミングも篠原が主に考案している。「ライオン飛行斬り」の「飛行斬り」のネーミングは、丁度冬の札幌オリンピックで「飛行隊」の名が流行っていた時期であったためこれに由来している。篠原は『ライオン丸』から脚本を執筆しているが、制作上の理由であった。とある脚本家に対して春に蝶々のエピソードを依頼したが、その入稿が延滞して夏を過ぎた頃になった。その脚本を没にした所、執筆した脚本家から日本シナリオ作家協会に提訴される。後に話し合って和解したが、その没にした脚本が空白となった。代筆者もいなかったため、篠原が自ら『しのだとみお』名義で執筆することになった。
『しのだとみお』で執筆して最も気に入っているエピソードは第24話の「ライオン飛行斬り対怪人トビムサシ」で、これは「目の見えない少女と怪人のラブストーリー」を描きたかったのだという。
『快傑ライオン丸』は作品の人気と共に商品化ビジネスも好調で、鷺巣がフリー契約のスタッフに暮れの賞与を支給したが、三船プロから「慣例になると困るんだよ」と抗議が来てしまった。篠原は「制作者として一本作り赤字が出るのは確かにどうにかならないかと思いますが、下請けなのに利益が出ないのはおかしい」「制作予算が無いならそれをバネにしてやらないと、作品の質は落ちます」と語っている。ピープロは鷺巣夫人が経理担当をしており、当座費用を貰いに行くと夫人が直接財布から費用を出しており「これ、受け取って大丈夫?」と思ったという。1974年（昭和49年）の『電人ザボーガー』では病身だったため、当初大映京都撮影所の元制作部長だった松原久晴に制作を委託した。しかし鷺巣によると松原は予算の管理が非常に厳しく、現場スタッフからその厳しさに苦情が出た程だった。独立プロダクションとしてテレビ番組制作の金策は容易ではなく、一時は映写機も質に入っていたという。
篠原は子供番組の主人公について、演じる俳優も常に「明るさが必要」とし、「暗いものや陰惨なものは当たらない」としている。また「特撮物とかSF物というものは“映画の原点”だと思っています」と語っている。「今の子供番組も脚本に知恵を出せば良いですね」とし「これからもっと新しいヒーローが出て来ても良いはずです」とも述べている。ピープロでは制作全般を担当したが「優秀なスタッフがいたことで、最終的にはとても良かったと思います。こういう世界は『人』ですからね。人がいなければ人もお金も集まらないですよ」と語っている。
『電人ザボーガー』では、元大映監督の湯浅憲明が「ぜひピープロ作品をやってみたい」と自ら声を掛けてくれた事もあり、それに応じて監督に起用した。またパイロット作品『シルバージャガー』では、監督の花田良知から「いい音楽家がいるから使ってみてください」と作曲家を紹介された。結局起用は見送られてしまったが、その作曲家は坂本龍一であった。

## テレビ出演
- 『ピープロ魂』（フジテレビ721、2007年（平成19年）放映） - インタビュー出演し、ピープロ時代のエピソードを語った。